# Тайный Санта (фильм, 2022)
«Тайный Санта» — российская новогодняя романтическая комедия 2022 года режиссёра Александра Бабаева.

## Сюжет
Светлана (Зоя Бербер) работает юристом в крупной компании, где у неё непростые отношения с начальником Максимом (Роман Курцын) — они терпеть не могут друг друга: педант и сухарь Максим мог бы попросту избавиться от темпераментной и нагловатой девушки, но ей не так-то просто найти замену.
Светлане симпатичен коллега Стас, она покупает путёвку на двоих на Новый год на базу отдыха, и во время корпоратива в ходе игры в «Тайный Санта» анонимно подкидывает ему второй гостевой сертификат в качестве подарка, но происходит путаница, и этот сертификат получает Максим.
Так они неожиданно встречаются в канун Нового года на базе отдыха, и оба идут на принцип, а также остаются: Максим намерен как следует отдохнуть, не обращая на Светлану внимания, а Светлана собирается испортить ему так некстати устроенные ей же самой его праздничные каникулы. Однако совместное участие в новогодних конкурсах сближает закоренелых врагов.

## В ролях
- Зоя Бербер — Светлана Соколова, юрист
- Роман Курцын — Максим, начальник Светланы
- Юлия Сулес — Василиса
- Михаил Орлов — Василий
- Борис Дергачёв — Стасик
- Любовь Шевченко — Оля
- Снежана Самохина — Алёна, любовница Максима
- Анастасия Имамова — Рита, подруга и коллега Светланы
- Артур Ваха — Санта
- Катрин Асси — гид

## Показ
Трейлер фильма вышел 18 ноября 2022 года, премьера прошла 2 декабря в кинотеатре «Кино ОККО Афимолл Сити» в Москве.
В прокат фильм вышел 8 декабря 2022 года, стартовав в первый уик-энд кинопроката на 3-й строчке фильм из семи недель проката в первые три фильм входил в ТОП-10, всего фильм посмотрели 297 679 зрителей, кассовые сборы составили 84 243 128 рублей ($ 1 347 890), при том, что бюджет фильма оценивается в 60 млн.рублей.

## Критика
беспечный ромком с глянцевой Москвой и глянцевым загородным домом отдыха в качестве бэкграундов. Главная беда отечественных ромкомов — их искусственность. Почти каждый российский представитель жанра выглядит как красивый фасад, за которым на самом деле нет дома — то есть романтики и комедии. «Тайный Санта» — ровно такой случай. История о двух неподходящих людях, которых сталкивают обстоятельства (а также — еще раз подчеркну — магия), должна, видимо, умилять, но на деле раздражает. Чувства здесь заявляются, но не отыгрываются, да и вообще не очень понятно, откуда им взяться в надуманных ситуациях, которыми напичкан фильм. Шутки не долетают до зрителей, поскольку герои ленты невозможно далеки от аудитории.— Сергей Оболонков, портал «Кино Mail»

Создавать праздничное настроение — это вам не дрова рубить. Помимо сноровки нужны вдохновение, остроумие и хороший запас магии творчества. Увы, собрать полный набор ингредиентов киношникам удается далеко не всегда. Оттого на каждую «Иронию судьбы» у нас снимают гору такой проходной мишуры, как «Тайный Санта»…зрителю скармливают хорошо знакомый по сотням других лент классический сюжет с нотками святочной истории. … В плюсах «Тайного Санты» — яркая «картинка», полный порядок с декорациями, костюмами и операторской работой. А также очевидная нацеленность на «позитивчик». Другое дело, что по ходу действия чувство меры отечественным кинематографистам традиционно изменяет…. — нарочитая клоунада, шалый фарс и наив на грани глупости с «жирно» играющими актерами.— Александр Чекулаев, журнал «Петербургский телезритель»